# USA - Terra delle opportunità
USA - Terra delle opportunità è un dittico cinematografico scritto e diretto dal regista danese Lars von Trier, che narra le vicende di una giovane idealista di nome Grace nell'America degli anni trenta. Inizialmente era previsto un terzo film, Washington, mai girato.

## Film

### Dogville
Il primo capitolo della trilogia è il film Dogville, in cui Grace (interpretata da Nicole Kidman) viene inizialmente nascosta e protetta dal pericolo e successivamente sfruttata dai poveri abitanti di una piccola città del Colorado.

### Manderlay
Nel secondo capitolo, Manderlay, Grace (interpretata da Bryce Dallas Howard) scopre che la schiavitù è ancora in voga in una piccola piantagione in Alabama. Grace usa un insieme di ideologia e forza bruta per instaurare una vera democrazia all'interno della piccola comunità.

## Aspetti comuni
Entrambi i capitoli per ora pubblicati sono girati con un approccio minimalista: ambientati su un palco spoglio con pochissimi elementi scenografici, è predominante l'uso della macchina da presa a mano. Il personaggio di Grace avrebbe dovuto essere interpretato da Nicole Kidman in tutti e tre i capitoli, ma questa, provata dall'esperienza di Dogville, ha rinunciato a tale ruolo nel secondo capitolo della saga.